# Air International
AIR International es una revista británica de aviación que cubre temas actuales de aeronáutica de defensa y aviación civil. Se publica desde 1971 y actualmente es editada por Key Publishing Ltd.

## Historia y perfil
La revista fue publicada por primera vez en junio de 1971 bajo el nombre de Air Enthusiast. En enero de 1974 cambió su título a Air Enthusiast International y finalmente a Air International en julio de 1974.
Air International es publicada por Key Publishing Limited. La revista tiene su sede en Stamford, Lincolnshire. Publicaciones hermanas incluyen Air Forces Monthly, Airliner World, Airports International, FlyPast y Today's Pilot (esta última ya no es publicada por Key Publishing).